# Fußball-Verbandspokal 2019/20 (Frauen)
Über den Fußball-Verbandspokal 2019/20 wurden die Teilnehmer der 21 Landesverbände des DFB am DFB-Pokal der Frauen 2020/21 ermittelt. Die Sieger der Verbandspokale waren zur Teilnahme an der ersten Runde des DFB-Pokals berechtigt. Zweite Mannschaften durften nicht am DFB-Pokal teilnehmen. Hätte ein Aufsteiger in die 2. Bundesliga den Verbandspokal gewonnen, würde der unterlegene Finalist nachgerückt sein.

## Endspielergebnisse
Die Tabelle gibt eine Übersicht über die Verbandspokal-Endspiele der Saison 2019/20. Die Mannschaft, die sich für den DFB-Pokal qualifiziert hatte, ist fett dargestellt. Die Abkürzungen hinter den Vereinsnamen stehen für die Spielklassenzuordnung der gleichen Saison: RL = Regionalliga; OL = Oberliga; VL = Verbandsliga; LL = Landesliga; BzL = Bezirksliga; KOL = Kreisoberliga; KL = Kreisliga. Die folgende römische Zahl gibt die Ligenebene an. Bei der drittklassigen Regionalliga wird darauf verzichtet.
| Verbandspokal-Endspiele der Saison 2019/20 |               |                                  |                          |                                         |                          |                          |
| Verband / Pokal                            | Ort           | 1. Finalist                      | Ergebnis                 | 2. Finalist                             |                          |                          |
| Baden Sport-Lines Pokal der Frauen         | Ketsch        | TSV Amicitia Viernheim (OL / IV) | 2:5                      | Karlsruher SC (OL / IV)                 |                          |                          |
| Bayern BFV-Verbandspokal                   |               | Wettbewerb abgebrochen 1         | Wettbewerb abgebrochen 1 | Wettbewerb abgebrochen 1                | Wettbewerb abgebrochen 1 | Wettbewerb abgebrochen 1 |
| Berlin Polytan-Pokal                       | Berlin        | BSV Grün-Weiß Neukölln (VL / IV) | 0:5                      | FC Viktoria Berlin (RL)                 |                          |                          |
| Brandenburg Landespokal                    |               | Wettbewerb abgebrochen 2         | Wettbewerb abgebrochen 2 | Wettbewerb abgebrochen 2                | Wettbewerb abgebrochen 2 | Wettbewerb abgebrochen 2 |
| Bremen Lotto-Pokal                         | Bremen        | TuS Schwachhausen (VL / IV)      | 1:5                      | ATS Buntentor (VL / IV)                 |                          |                          |
| Hamburg ODDSET-Pokal der Frauen            | Hamburg       | Walddörfer SV (RL)               | 10:0                     | Bramfelder SV (RL)                      |                          |                          |
| Hessen Hessenpokal                         | Wetzlar       | SC Opel Rüsselsheim (OL / IV)    | 0:3                      | Eintracht Frankfurt (RL)                |                          |                          |
| Mecklenburg-Vorpommern Polytan Cup         |               | Wettbewerb abgebrochen 3         | Wettbewerb abgebrochen 3 | Wettbewerb abgebrochen 3                | Wettbewerb abgebrochen 3 | Wettbewerb abgebrochen 3 |
| Mittelrhein FVM-Pokal                      | Düren         | SC Fortuna Köln (RL)             | 2:1                      | Alemannia Aachen (RL)                   |                          |                          |
| Niederrhein ARAG-Pokal                     | Rheinberg     | SV Budberg (RL)                  | 2:4 n. V.                | Borussia Bocholt 4 (RL)                 |                          |                          |
| Niedersachsen AOK-Niedersachsenpokal       | Barsinghausen | TV Jahn Delmenhorst (RL)         | 1:0                      | TSG Burg Gretesch (RL)                  |                          |                          |
| Rheinland Rheinlandpokal                   | Simmern       | SV Holzbach (VL / IV)            | 2:1                      | TuS Issel (RL)                          |                          |                          |
| Saarland Saarlandpokal                     | Saarbrücken   | SV Göttelborn (RL)               | 0:10                     | 1. FC Riegelsberg (RL)                  |                          |                          |
| Sachsen tipico-Sachsenpokal                | Taucha        | FC Phoenix Leipzig (RL)          | 0:6                      | RB Leipzig (RL)                         |                          |                          |
| Sachsen-Anhalt Polytan FSA-Pokal           | Bernburg      | Hallescher FC (LL / V)           | 0:13                     | Magdeburger FFC (RL)                    |                          |                          |
| Schleswig-Holstein SHFV-Lotto-Pokal        |               | Wettbewerb abgebrochen 5         | Wettbewerb abgebrochen 5 | Wettbewerb abgebrochen 5                | Wettbewerb abgebrochen 5 | Wettbewerb abgebrochen 5 |
| Südbaden SBFV-Pokal                        | Gottenheim    | SV Gottenheim (VL / V)           | 5:3                      | SG Gengenbach/Zell/Fischerbach (LL / V) |                          |                          |
| Südwest Südwestpokal                       |               | Wettbewerb abgebrochen 6         | Wettbewerb abgebrochen 6 | Wettbewerb abgebrochen 6                | Wettbewerb abgebrochen 6 | Wettbewerb abgebrochen 6 |
| Thüringen Thüringenpokal                   | Meiningen     | ESV Lok Meiningen (VL / IV)      | 2:13                     | 1. FFV Erfurt (RL)                      |                          |                          |
| Westfalen Westfalenpokal                   | Siegen        | Sportfreunde Siegen (VL / IV)    | 1:4                      | SSV Rhade (VL / IV)                     |                          |                          |
| Württemberg wfv-Pokal                      | Löchgau       | FV Löchgau (OL / IV)             | 1:2                      | SV Alberweiler (RL)                     |                          |                          |